# Paxtaobod
Paxtaobod (uzb. cyr.: Пахтаобод; ros.: Пахтаабад, Pachtaabad) – miasto we wschodnim Uzbekistanie, w wilajecie andiżańskim, siedziba administracyjna tumanu Paxtaobod. W 1989 roku liczyło ok. 19 tys. mieszkańców. Ośrodek przemysłu włókienniczego.
Miejscowość otrzymała prawa miejskie w 1975 roku.